# Symphonie no 23 de Mozart
Pour les articles homonymes, voir Symphonie no 23.
La Symphonie no 23 en ré majeur, KV 181/162b, a été terminée par Wolfgang Amadeus Mozart le 19 mai 1773 à Salzbourg à l'âge de dix-sept ans.

## Historique
Les neuf symphonies dites « Salzbourgeoises » ont été écrites entre mars 1773 et novembre 1774. Voir l'historique de la symphonie no 22.
La symphonie no 23 est parfois appelée à tort « ouverture » (au sens ancien de ce terme, pouvant alors désigner une composition en plusieurs mouvements) ; mais la partition autographe est bien intitulée « Sinfonia ».
La partition autographe se trouve dans une collection privée à Vienne. La symphonie a été publiée à titre posthume à Hambourg par August Cranz.

## Instrumentation
| Instrumentation de la symphonie no 23                                  |
| Cordes                                                                 |
| Premiers violons, seconds violons, altos, violoncelles et contrebasses |
| Bois                                                                   |
| 2 hautbois                                                             |
| Cuivres                                                                |
| 2 cors en ré 2 trompettes en ré                                        |

En outre, il était de coutume, pour enrichir les basses d'utiliser un basson ainsi qu'un clavecin comme instrument pour la basse continue. De même, on utilisait souvent en parallèle avec les trompettes des timbales.

## Structure
La symphonie comprend 3 mouvements, enchaînés l'un après l'autre sans interruption :
1. Allegro spiritoso, à , en ré majeur, 181 mesures
2. Andantino grazioso, à 
, en sol majeur, 88 mesures
3. Presto assai, à 
, en ré majeur, 166 mesures

Durée : environ 8 à 10 minutes
Le mouvement "lent", Andantino grazioso, comporte l'un des premiers solos de hautbois de toute la littérature symphonique, à la ligne mélodique extrêmement expressive et émouvante.
Introduction de l'Allegro spiritoso :
La lecture audio n'est pas prise en charge dans votre navigateur. Vous pouvez télécharger le fichier audio.
Introduction de l'Andantino grazioso :
La lecture audio n'est pas prise en charge dans votre navigateur. Vous pouvez télécharger le fichier audio.
Introduction du Presto assai :
La lecture audio n'est pas prise en charge dans votre navigateur. Vous pouvez télécharger le fichier audio.